# Albrecht Schaeffer
Albrecht Schaeffer, född den 6 december 1885 i  Elbing, död den 5 december 1950 i München, var en tysk författare. 
Schaeffer framträdde först med dikterna Amata (1911), gav sedan eposet Die Meerfahrt 1912, som följdes av bland andra dikterna Attische Dämmrung (1914), Heroische Fahrt (samma år), de av första världskriget framkallade Des Michael Schwertlos’ vaterländische Gedichte (1915), Saalborner Stanzen (1922), romanerna Josef Montfort (1918), Gudula (samma år), Elli (1919) och Helianth (3 band, 1920), eposen Der göttliche Dulder (1920), Der Raub der Persephone (samma år) och Das Kleinod im Lotos (1923), dramat Demetrius (1922), berättelsen Das Gitter (1923) och de kritiska studierna Dichter und Dichtung (samma år). Schaeffer valde gärna klassiskt antika motiv och behandlade lyriskt sago- och mytstoff från antikens Grekland (Hellas). Han var påverkad av Hölderlin och von Platen samt tillhörde, om än självständig, Stefan Georges grupp.